# Ryan Hall (Leichtathlet)

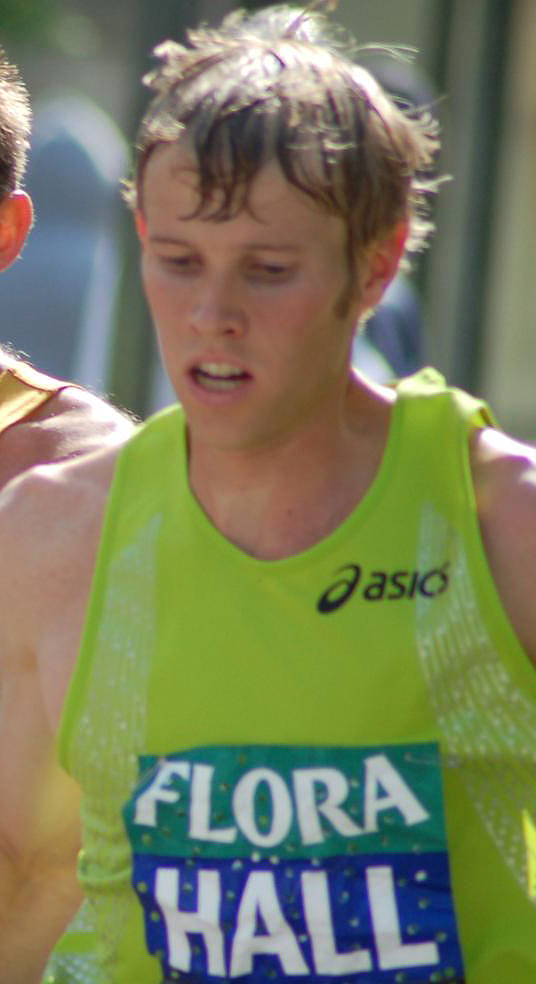
Ryan Hall beim London Marathon 2008

Ryan Hall (* 14. Oktober 1982 in Big Bear Lake) ist ein ehemaliger US-amerikanischer Langstreckenläufer.

## Leben
Ryan Hall war als Jugendlicher zunächst in verschiedenen Ballsportarten aktiv, bis er sich mit 15 Jahren dem Laufen zuwandte. Dort waren seine Lieblingsstrecken die 1500 Meter und die Meile. Einen ersten größeren Erfolg erreichte er mit einem zweiten Platz bei den NCAA-Crossmeisterschaften 2003.
2005 siegte er über 5000 Meter bei den NCAA-Meisterschaften, schied aber bei den Leichtathletik-Weltmeisterschaften in Helsinki im Vorlauf aus. 2006 wurde er US-Meister im Crosslauf und stellte als Elfter bei den Straßenlauf-Weltmeisterschaften in Debrecen einen Landesrekord über 20 Kilometer auf (57:54 min).
2007 siegte er beim Houston-Marathon auf der Halbmarathonstrecke und wurde damit nicht nur Landesmeister über diese Distanz, sondern brach auch dabei als erster US-Amerikaner überhaupt die Stundenmarke (59:43 min). Sein Debüt über die Marathonstrecke folgte im April: Beim London-Marathon wurde er Siebter in 2:08:24 h und war damit über diese Distanz an Anhieb der zweitschnellste Amerikaner hinter Ex-Weltrekordler Khalid Khannouchi.
Am Vortag des New-York-City-Marathons gewann er den Ausscheidungswettkampf des US-Leichtathletikverbandes im Central Park in 2:09:02 h und qualifizierte sich somit für die Olympischen Spiele 2008 in Peking. Überschattet wurde dieser Triumph vom tragischen Tod seines Freundes Ryan Shay, der nach neun Kilometern zusammengebrochen war.
2008 wurde er beim London-Marathon in 2:06:17 h Fünfter und bei den Olympischen Spielen in 2:12:33 h Zehnter.
2009 wurde er jeweils Dritter beim Boston-Marathon und beim New-York-City-Halbmarathon, siegte beim Philadelphia-Halbmarathon und wurde Vierter beim New-York-City-Marathon. 
2011 wurde er beim Halbmarathonbewerb des Houston-Marathons Zweiter. In Boston lief er als Vierter in 2:04:58 h ein; die rückenwindunterstützte Zeit wurde jedoch wegen der Besonderheiten dieses Kurses nicht als Rekord gewertet. Im Herbst wurde er Fünfter beim Chicago-Marathon.
Beim US-Ausscheidungswettkampf für die Olympischen Spiele 2012, der am Vortag des Houston-Marathons abgehalten wurde, qualifizierte er sich als Zweiter hinter Mebrahtom Keflezighi und vor Abdihakem Abdirahman für London.
Ryan Hall ist 1,78 m groß und wiegt 59 kg. Er ist seit 2005 mit der Langstreckenläuferin Sara Hall (geb. Bei) verheiratet, die er während seines Studiums an der Stanford University kennengelernt hatte.

## Persönliche Bestzeiten
- 1500 m: 3:42,70 min, 9. Juni 2001, Stanford
- 5000 m: 13:16,03 min, 24. Juni 2005, Carson
- 10.000 m: 28:07,93 min, 31. März 2007, Palo Alto
- 20-km-Straßenlauf: 57:54 min, 8. Oktober 2006, Debrecen
- Halbmarathon: 59:43 min, 14. Januar 2007, Houston (Kontinentalrekord)
- Marathon: 2:06:17 h, 13. April 2008, London